# Mieczysław Fiodorow
Mieczysław Fiodorow (ur. 10 grudnia 1948 w Białymstoku, zm. 26 lipca 2011 tamże) – polski aktor teatralny i filmowy.
Aktor Białostockiego Teatru Lalek od 1972 do śmierci.
Popularność zdobył rolą Burmistrza w filmach Jacka Bromskiego „U Pana Boga w ogródku”. Spoczywa na cmentarzu w Dojlidach.

## Dorobek aktorski

### Filmografia
- U Pana Boga za piecem (1998) jako Mieczysław, burmistrz Królowego Mostu
- U Pana Boga w ogródku (2007) jako Mieczysław, burmistrz Królowego Mostu
- U Pana Boga w ogródku (serial TV) (2007-2009) jako Mieczysław, burmistrz Królowego Mostu
- U Pana Boga za miedzą (2009) jako Mieczysław, burmistrz Królowego Mostu
- Chrzest (2010) jako kierownik hurtowni

### Teatr TV
- Prorok Ilja (1994) jako Drugi, czyli Żołnierz – reż. Tadeusz Słobodzianek
- Car Mikołaj (1995) jako Miron – reż. Tadeusz Słobodzianek

### Białostocki Teatr Lalek
- Wielki Teatr Świata (1989) – reż. Tadeusz Słobodzianek
- Niech żyje Punch! (1995) – reż. Włodzimierz Fełenczak, Wojciech Szelachowski
- Płaszcz (2001) – reż. Piotr Dąbrowski
- Spowiedź w drewnie (2005) – reż. Krzysztof Rau
- Księżniczka Angina (2011) – reż. Paweł Aigner

## Nagrody i odznaczenia
- Medal 40-lecia PRL – 1986
- Nagroda za rolę Kropigrzmocitrąbasa w „Bajce o dobrym smoku” na Festiwalu Telewizyjnych Widowisk dla Dzieci i Młodzieży – 1987